# Suraksan
Suraksan (en Hangul: 수락산 ; en Hanja: 水落山)és una muntanya de Corea del Sud. S'estén a través del districte de Nowon-gu a Seül, la capital nacional, i les ciutats de Namyangju i Uijeongbu, a la província de Gyeonggi-fer. Té un alçada de 637,7 m (2,092 ).

## Vistes
Suraksan és una muntanya on habitualment s'hi practica el senderisme, ja que té unes vistes notables, inclent les cascades de Geunnyu, Eunnyu, i Ongnyu, el temple d'Heungguksa del període Silla, el temple Seongnimsa del període Joseon, i el Pavelló Gwesanjeong.